# Schlagergnaager
Schlagergnaager (namnet senare förkortat till Gnaager) av Thomas Stålberg var en tecknad serie som skapades för och publicerades i rocktidningen Schlager. Råttfiguren hade tidigare setts i tidningen Larm på 70-talet, fast odöpt i serien Rått & Roll. Gnaager var modellerad efter Buddy Holly och MAD Magazine:s Musse Gnagare och även inspirerad av 60-talets amerikanska undergroundserier, till exempel Mickey Rat och Fritz the Cat. Schlagergnaager var en föregångare till Arne Anka och Rocky. Serien var en av de första i Sverige som beskrev tillvaron från ett undergroundperspektiv och använde ett för detta relevant formspråk och litterärt innehåll. Oftast handlade den satiriska serien om företeelser i 1980-talets populärkultur.